# Ray Dorset
Raymond Edward Dorset (Ashford, 1946. március 21. –) brit énekes, zenész, gitáros, dalszerző, a Mungo Jerry popegyüttes frontembere. Az együttes 1970-ben alakult meg. Később Dorset nem csak újraalapította a Mungo Jerryt, de filmzenéket is írt.

## Fordítás
- Ez a szócikk részben vagy egészben  a   Ray Dorset című angol Wikipédia-szócikk ezen változatának fordításán alapul.  Az eredeti cikk szerkesztőit annak laptörténete sorolja fel. Ez a jelzés csupán a megfogalmazás eredetét és a szerzői jogokat jelzi, nem szolgál a cikkben szereplő információk forrásmegjelöléseként.